# IC 4014
IC 4014  ist eine elliptische Galaxie vom Hubble-Typ E: im Sternbild Haar der Berenice am Nordsternhimmel, die schätzungsweise 1,01 Mia. Lichtjahre von der Milchstraße entfernt ist.

Im selben Himmelsareal befinden sich u. a. die Galaxien IC 3971, IC 3994, IC 4017, IC 4081.
Das Objekt wurde am 27. Januar 1904 von Max Wolf entdeckt.